# Luca Scinto
Luca Scinto (Fucecchio, 28 januari 1968) is een voormalig Italiaans wielrenner en tegenwoordig ploegleider van ISD. Zijn grootste overwinningen zijn de Ronde van Toscane en de Ronde van Langkawi. Ook werd hij na Massimiliano Lelli en Andrea Chiurato derde op het Italiaans kampioenschap tijdrijden in 1995. Zijn bijnaam is 'de python'.

## Knecht
Scinto reed vrijwel zijn hele loopbaan in zeer sterke teams. Hij reed onder andere samen met Michele Bartoli, Paolo Bettini, Gianni Bugno, Óscar Freire, Johan Museeuw, Pascal Richard en Tom Steels. Hij moest meestal hard werken om hen veilig naar de finish te brengen, waardoor hij zelf weinig in de gelegenheid kwam om te winnen. Hij speelde ook een belangrijke rol in de overwinning van Mario Cipollini in het wereldkampioenschap wielrennen in 2002. Over zijn plaats in het team zei hij: "ik heb altijd mijn rol als helper bij kopmannen gerespecteerd en heb het voordeel gehad om voor en met hen te kunnen werken en tegelijkertijd een eigen persoonlijk imago op te bouwen."

## Overwinningen
1990
- Giro della Valli Aretine

1993
- GP Industria Artigianato e Commercio Carnaghese

1995
- Berner Rundfahrt (Ronde van Noord-West Zwitserland)
- GP Città di Camaiore
- 4e etappe Hofbrau Cup (ploegentijdrit met Fabio Baldato, Marco Saligari, Sylvain Golay, Pascal Richard en Rolf Sørensen)

1997
- 6e etappe Ronde van Langkawi
- Eindklassement Ronde van Langkawi

1999
- Ronde van Toscane

2000
- 1e etappe Uniqa Classic

## Resultaten in voornaamste wedstrijden
| Jaar | Ronde van Italië | Ronde van Frankrijk | Ronde van Spanje |
| ---- | ---------------- | ------------------- | ---------------- |
| 1994 | 86e              |                     |                  |
| 1995 | opgave           |                     |                  |
| 1997 |                  | 120e                |                  |
| 1998 | buiten tijd      |                     |                  |
| 1999 |                  |                     |                  |
| 2000 |                  |                     |                  |
| 2001 | 109e             |                     |                  |
| 2002 |                  |                     |                  |

| Jaar | Milaan-San Remo | Ronde van Vlaanderen | Amstel Gold Race | Luik-Bast.‑Luik | Ronde van Lombardije | Waalse Pijl | Parijs-Brussel |  | WK op de weg |
| ---- | --------------- | -------------------- | ---------------- | --------------- | -------------------- | ----------- | -------------- |  | ------------ |
| 1994 |                 |                      |                  |                 | 37e                  |             |                |  |              |
| 1995 |                 |                      |                  |                 |                      |             |                |  |              |
| 1997 | 121e            |                      |                  |                 | 51e                  |             | 60e            |  | 72e          |
| 1998 | 154e            | 52e                  |                  |                 |                      | 51e         | 17e            |  | 42e          |
| 1999 | 168e            |                      |                  | 34e             |                      | 15e         | 55e            |  |              |
| 2000 |                 |                      | 85e              |                 | 12e                  |             | 61e            |  | 39e          |
| 2001 | 108e            |                      |                  |                 |                      | 63e         |                |  |              |
| 2002 |                 |                      |                  |                 |                      |             | 102e           |  | 78e          |